# Мости (Новосибірська область)
Мости (рос. Мосты) — село в Іскітимському районі Новосибірської області Російської Федерації.
Входить до складу муніципального утворення Усть-Чемська сільрада. Населення становить 332 особи (2010).

## Історія
Згідно із законом від 2 червня 2004 року органом місцевого самоврядування є Усть-Чемська сільрада.

## Населення
| 2002 | 2007 | 2010 |
| ---- | ---- | ---- |
| 451  | ↗479 | ↘332 |